# 2024年阿富汗-巴基斯坦洪水
自2024年3月6日以来，阿富汗和巴基斯坦出现了反常的暴雨，导致山洪暴发，造成700多人死亡，更多人受伤。这广泛破坏了基础设施和农业。

## 伤亡情况

### 阿富汗
在4月份的洪水中，23个省份的暴雨和洪水造成100多人死亡，54人受伤。至少2134所房屋被毁，10789头牲畜被杀。联合国驻阿富汗人道主义事务协调办事处报告说，暴雨和洪水影响了25000多个家庭，损坏了近1000所房屋。部门发言人 Janan Sayeq 报告说，大多数伤亡是由于屋顶坍塌造成的。超过600 km (370 mi)的公路和9,271 ha（92.71 km2）的农田被淹没。
阿富汗世界粮食计划署办公室说，5月10日至11日发生的洪灾造成347人死亡，1651人受伤。在巴格兰省中，有300人死亡，100人受伤，上千座房屋被毁。在巴格拉尼贾迪德区，100人死亡，1500座房屋受损。在布尔卡区还有2042座受损的房屋。
在塔哈尔省，另有20人死亡，80多人受伤，在赫拉特省，另有3人死亡。巴达赫尚省和古爾省也受到了影响。5月17日至18日，洪水持续不断，造成150人死亡。在法里亚布省，有84人死亡，5人受伤，40人失踪，1870所房屋被毁; 在古爾省，另有55人死亡，数百人失踪，3000所房屋被毁，6000多所房屋被毁；仅在恰赫恰兰，就有2000多所房屋被毁，4000多所房屋被毁，2000多家商店被洪水淹没。

### 巴基斯坦
3月6日，暴雨导致斯瓦特县发生山体滑坡，造成40多人死亡。
在整个4月，另有99人，包括44名儿童，在另外的洪水中丧生，94人受伤，这次洪水破坏了超过3,500所房屋和464所学校。受影响最严重的省份是开伯尔-普什图省，有64人死亡，其次是旁遮普省，有21人死亡，俾路支省有15人死亡。暴雨造成了开伯尔-普什图省、 俾路支省、旁遮普省和自由克什米尔的洪水和电力中断。大多数死亡是由于雷击杀死了收割小麦的农民，暴雨造成房屋倒塌。几个城市的街道被洪水淹没。降雨也猛烈袭击了伊斯兰堡。当局宣布俾路支省进入紧急状态。

## 原因
极端的降雨与异常干燥的冬天形成了鲜明的对比。由此产生的干燥土壤难以吸收雨水，加剧了洪水。一些专家认为是气候变化造成的。

## 响应与灾后重建
巴基斯坦国家灾害管理局巴基斯坦国家灾害管理局建议应急服务处处于高度警戒状态，因为预计还会有一轮大雨。确认的死者包括25名儿童，12名男性和9名女性，受伤者包括11名女性，33名男性和16名儿童。[3]巴基斯坦气象部门预测，所有四个省份将出现更多的间歇性降雨。据认为，俾路支省和开伯尔-普什图省可能发生洪水的持续降雨一直持续到4月22日。